# Михаил Андреевич (князь суздальский)
Михаил Андреевич (около 1250 — 1305) — князь суздальский, который мог быть сыном суздальского князя Андрея Ярославича или городецкого князя Андрея Александровича либо и тот и другой были упомянуты летописями в связи с разными событиями.

## Биография
Первое известие о Михаиле Андреевиче встречается в поздней Никоновской летописи: в 1279 году он, сын Андрея Ярославича, занял суздальский престол после смерти своего старшего брата Юрия Андреевича.
Второе известие относится к 1303 году: князь Михаил участвовал в освящении церкви в Вологде, вместе Андреем Александровичем Городецким, на тот момент великим князем.
Третье известие относится к 1305 году, когда князь Михаил, женившись в Орде на татарской княжне и вернувшись на Русь, «приеха в Нижний Новгород и изби вечники», то есть казнил и наказал многих жителей за то, что они расправились с боярами умершего великого князя. Различные исследователи видели в этом Михаиле:
1. Сына Андрея Ярославича (Экземплярский, Абрамович, Таловин). Данная версия считает Городец и Нижний Новгород «суздальскими пригородами» и таким образом объясняет полномочия в них суздальского князя;
2. Михаила Ярославича тверского, вернувшегося из Орды с ярлыком на великое княжение Владимирское (Пресняков, Кривошеев). Данная версия понимает подавление восстания как акцию великокняжеской власти в уделе, ставшим выморочным после смерти Андрея Александровича без наследников и перешедшем таким образом в состав великого княжения. Однако, версия сомнительна из-за информации о правке летописи и замене отчества князя на «Ярославич» в соответствующем известии;
3. Сына Андрея Александровича городецкого (Кучкин).

Что касается преемника Михаила, то Никоновская летопись называет Василия Михайловича, умершего в 1309 году, но сторонники первой версии считают ошибочным его отчество и предлагают читать «Андреевич», то есть за Михаилом наследовал его младший брат Василий, третий сын Андрея Ярославича. Кучкин же считает, что после смерти Михаила без наследников Городецкое княжество стало выморочным и вошло в состав великого княжения Владимирского, позже став ареной борьбы за владимирский престол, чем объясняется и княжение в Нижнем Новгороде Бориса Даниловича, брата Юрия Даниловича московского; суздальские же князья, одним из которых был и Василий Михайлович (возможно, внук Юрия Андреевича), получали права на Городец и Нижний Новгород позже в соответствии с ханскими ярлыками.